# Mamoru Shigemitsu
Mamoru Shigemitsu (重光 葵 Shigemitsu Mamoru?,  Ōita, Japón, 29 de julio de 1887 - Yugawara, ibídem, 26 de enero de 1957) fue un diplomático y político japonés, fue el último ministro de asuntos exteriores de Japón durante la II Guerra Mundial y se hizo históricamente conocido como una de las personas que firmaron la rendición de Japón a bordo del acorazado de Estados Unidos, USS Missouri, poniendo de esta manera el fin al conflicto.

## Biografía
Mamoru Shigemitsu nació en Ōita, Japón, el 29 de julio de 1887. Fue un diplomático que realizó su carrera política como ministro de asuntos exteriores en diversos gabinetes.
Mamoru Shigemitsu obtuvo el graduado en la Universidad de Tokio en la Tokio ciudad homónima y se incorporó posteriormente al Ministerio de Relaciones Exteriores en el año 1911 durante siete años.
En 1918 se instaló en un puesto de la embajada de Japón en Polonia y, en Europa, asistió a la Conferencia de Paz de París. Tras realizar sus servicios en la embajada de Japón en Alemania, fue designado como cónsul general de Shanghái hasta que en el año 1931 prestó sus servicios como ministro japonés en China.
Mamoru Shigemitsu es históricamente conocido por ser uno de los diplomáticos japoneses que, el 2 de septiembre de 1945 estuvo a bordo del acorazado USS Missouri para firmar la rendición de Japón y, por consiguiente, poner fin a la II Guerra Mundial.
Posteriormente a la firma de la rendición, Mamoru Shigemitsu fue juzgado por los crímenes de guerra cometidos y fue condenado a siete años de prisión hasta 1950, que salió en condición de libertad condicional.
Shigemitsu regresó a la política como líder del Partido de la Reforma, fue ministro de Relaciones Exteriores y vice primer ministro de Japón entre 1954 y 1956. Fue representante de Japón en la Organización de las Naciones Unidas.
Falleció el 26 de enero de 1957 en la localidad de Yugawara, en su país natal, por una angina de pecho.

## Galería

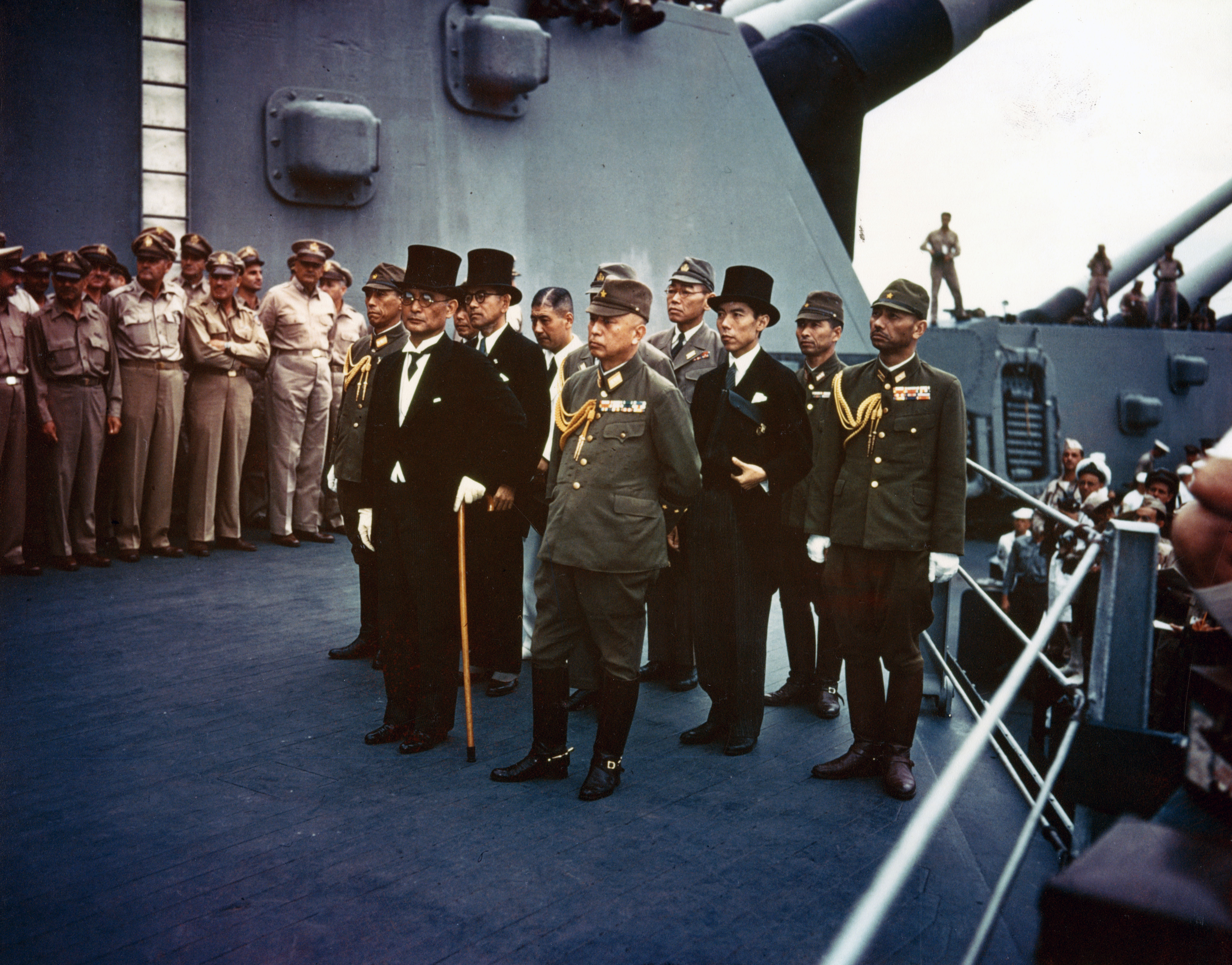
Mamoru Shigemitsu (con bastón) a bordo del USS Missouri el día considerado como el fin de la II Guerra Mundial.
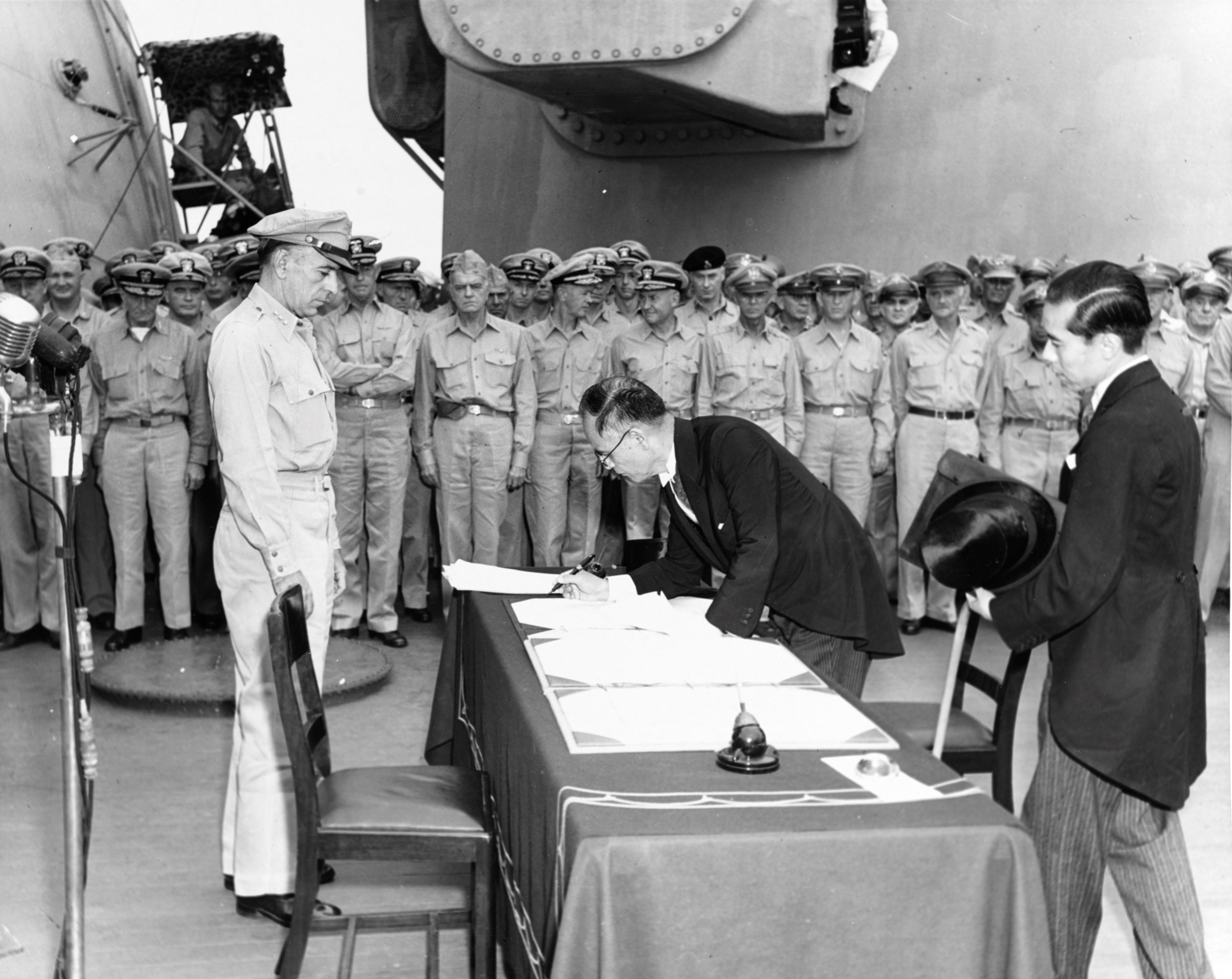
Shigemitsu firma la rendición de Japón dando final a la Segunda Guerra Mundial